# Martin Georgiev
Martin Pavlov Georgiev (en búlgaro: Мартин Павлов Георгиев; Sofía, Bulgaria; 24 de septiembre de 2005) es un futbolista búlgaro. Juega de defensa y su equipo actual es el Slavia Sofia de la Liga Bulgaria A PFG, a préstamo desde el Barcelona Juvenil A de España.

## Trayectoria
Georgiev comenzó su carrera en las inferiores del Slavia Sofia. Debutó con el primer equipo el 11 de noviembre de 2021 contra el PFC CSKA Sofía por la Liga Bulgaria A PFG.
El 15 de julio de 2022, el defensor se unió al Barcelona Juvenil A.
En septiembre de 2022, fue incluido en la lista de promesas del fútbol mundial del periódico británico The Guardian.

## Selección nacional
Georgiev es internacional juvenil por Bulgaria.

## Estadísticas
Actualizado al último partido disputado el 1 de noviembre de 2022
| Slavia Sofia Bulgaria                                                                                         | 1.ª           | 2021-22       | 6  | 0 | 1 | 0 | 0 | 0 | 7  | 0 |
| Slavia Sofia Bulgaria                                                                                         | Total club    | Total club    | 6  | 0 | 1 | 0 | 0 | 0 | 7  | 0 |
| Barcelona Juv. "A" · España                                                                                   | 1.ª           | 2022-23       | 5  | 1 | — | — | 2 | 0 | 7  | 1 |
| Barcelona Juv. "A" · España                                                                                   | Total club    | Total club    | 5  | 1 | 0 | 0 | 2 | 0 | 7  | 1 |
| Total carrera                                                                                                 | Total carrera | Total carrera | 11 | 1 | 1 | 0 | 2 | 0 | 14 | 1 |
| (1) Incluye datos de la Copa de Bulgaria (2022). (2) Incluye datos de la Liga Juvenil de la UEFA (2022-act.). |               |               |    |   |   |   |   |   |    |   |